# 鏡のデュアル・イズム/100%サイダーガール
「鏡のデュアル・イズム／100%サイダーガール」（かがみのデュアル・イズム／ひゃくパーセントサイダーガール）は、petit miladyの1枚目のシングル。2013年5月15日にZERO-Aから発売された。

## 概要
竹達彩奈と悠木碧によるユニット「petit milady」のデビューシングル。
「鏡のデュアル・イズム」は、テレビアニメ『遊☆戯☆王ZEXAL II』のオープニングテーマに起用された。激しいロック調の曲で、竹達自身も「オレたち戦うぜ」という雰囲気が現れているという。ちなみにレコーディングは悠木の先行で「パワフルさを強調」して行われた。
「100%サイダーガール」は、文化放送『碧と彩奈のラ・プチミレディオ』のオープニングテーマに起用された。「鏡のデュアル・イズム」と違い、竹達の先行でレコーディングされた「女の子らしくて、かわいい感じの曲」。
販売形態は初回限定盤A（UMCA-59014）、初回限定盤B（UMCA-59015）、通常盤（UMCA-50032）の3種リリースで、初回限定盤Aには「100%サイダーガール」のPVが、初回限定盤Bには「鏡のデュアル・イズム」のTVスポットとオフショット映像を収録したDVDがそれぞれ同梱されている。

## 収録曲

### 初回限定盤A・B
CDシングル
1. 鏡のデュアル・イズム [3:14]
  - 作詞：只野菜摘、作曲：増谷賢、編曲：佐藤清喜
  - テレビアニメ『遊☆戯☆王ZEXAL II』オープニングテーマ
2. 100%サイダーガール [3:59]
  - 作詞：yozuca*、作曲：柴田尚、編曲：清水武仁
  - 文化放送『碧と彩奈のラ・プチミレディオ』オープニングテーマ
3. 鏡のデュアル・イズム (Instrumental)
4. 100%サイダーガール (Instrumental)

DVD
- 初回限定盤A
  1. 100%サイダーガール (Music Video)
- 初回限定盤B
  1. 鏡のデュアル･イズム (TVスポット)
  2. 鏡のデュアル･イズム (Special Making)

### 通常盤
CDシングル
1. 鏡のデュアル・イズム [3:14]
2. 100%サイダーガール [3:59]
3. 鏡のデュアル・イズム (Instrumental)
4. 100%サイダーガール (Instrumental)
5. ドキ♡ドキド [4:17]
  - 作詞：柴田尚・yozuca*、作曲：柴田尚、編曲：佐藤清喜